# Stazione di Avigliano Lucania
La stazione di Avigliano Lucania è una stazione ferroviaria situata nella periferia Nord della città di Potenza, posta sulla linea Foggia - Potenza gestita da RFI.
La stazione è punto di diramazione delle linee FAL, a scartamento ridotto, per Potenza e per Avigliano Città. La tratta da Tiera a Potenza Macchia Romana è a doppio scartamento, e percorsa dai treni di entrambi i gestori FAL e Trenitalia.

## Struttura ed impianti
Il fabbricato viaggiatori si compone di due livelli ma soltanto il piano terra è aperto al pubblico. L'edificio è in muratura ed è tinteggiato di bianco. Sul lato binari è presente una pensilina in ferro.
La stazione disponeva di uno scalo merci con annesso magazzino. Al 2010, lo scalo è stato smantellato mentre il magazzino è stato convertito a deposito. L'architettura del magazzino è molto simile a quella delle altre stazioni ferroviarie italiane.
Accanto al fabbricato viaggiatori è presente un piccolo edificio ad un solo piano, tinteggiato di giallo che ospita la cabina elettrica.
La stazione conta 6 binari, 3 a scartamento ordinario (RFI), 3 a scartamento ridotto (FAL).
Tutti i binari sono dotati di banchina, riparati da una pensilina e collegati da una passerella.

## Movimento
La stazione di Avigliano Lucania è servita dai treni regionali Trenitalia della linea Potenza - Foggia, e dai treni FAL della linea Potenza - Bari e del servizio ferroviario metropolitano di Potenza, diretti a Avigliano Città.

## Servizi
La stazione offre i seguenti servizi:
- Biglietteria self-service
- Sala di attesa